# Senegaleses
Senegaleses são um povo e grupo étnico que habita o Senegal, um país na África Ocidental. Eles possuem uma cultura e ancestralidade em comum.
O Senegal possui uma população de cerca de 15,4 milhões, cerca de 42% dos quais vivem em áreas rurais.
Existem vinte etnias diferentes no país, as mais representativas são os jalofos (43 %), os halpulares, que reúnem os tuculores e os fulas (25%), os sererês (14%), os mandingas, os bassaris (4%), os diúlas e as outras etnias do sul do país (5%). A população do senegalesa é 95% muçulmana, dividida entre diversas confrarias religiosas: tijanitas, muriditas, cadiritas, e laienitas. As minorias cristãs e animistas representam respectivamente cerca de 4% e 1% da população.